# Niphidium nidulare
Niphidium nidulare là một loài thực vật có mạch trong họ Polypodiaceae. Loài này được (Rosenst.) Lellinger miêu tả khoa học đầu tiên năm 1972.